# دیتر اکشتاین
دیتر اکشتاین (به آلمانی: Dieter Eckstein) بازیکن فوتبال و مهاجم اهل آلمان است که از سال ۱۹۸۶ میلادی عضو تیم ملی فوتبال آلمان بوده‌است. وی در ۷ بازی ملی حضور داشته است و آخرین بازی ملی خود را در سال ۱۹۸۸ میلادی انجام داد. دیتر اکشتاین در بازی‌های ملی‌اش گلی به ثمر نرساند.